# Barbizier

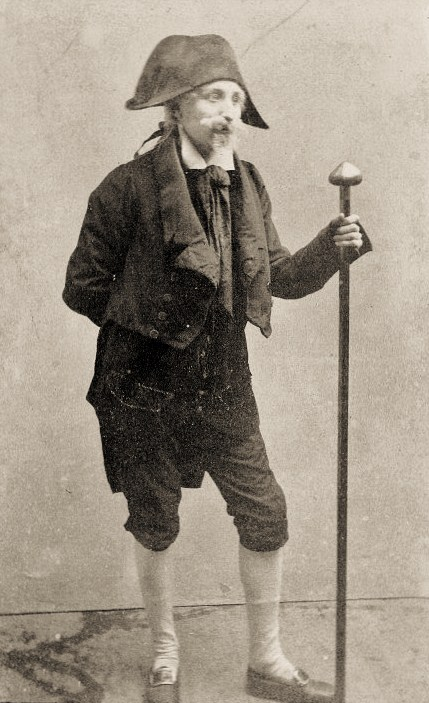
Barbizier dans les années 1890

Barbizier (ou Barbisier ; Bairbizie en franc-comtois) est le type légendaire du vigneron bisontin.
Personnage principal de la Crèche comtoise avec sa femme, la Nature (lai Naiture en comtois). Il a été mis en scène dans la restitution du texte de la Crèche par Jean Garneret et une revue traitant du folklore comtois porte son nom. L'origine du personnage remonte à une vieille famille de Bousbots (habitants du quartier Battant de Besançon), dont certains membres étaient connus pour être de fortes personnalités.  
« C'est en 1537, pour la première fois, qu'apparaît en nos archives le nom de Barbisier : dans une séance du Conseil qui s'était adjoint, pour fixer le taux des vins ; les plus notables vignerons, Jacques Barbisier fait tapage si inconvenant que six années de bannissement lui sont infligées. - 1549, Jean "dérobait chapons és vignes d'autrui", des boutures : puni d'un jour de geôle et de l'exposition publique avec écriteau et glane de raisins au cou. - 1586, François encourt une amende de cent sols pour contravention aux édits de la Peste. - 1607, Guillaume a blessé sa femme d'un coup d'épée. - 1706, chemin de défruitement pratiqué à travers les vignes de la Malcombe par Barbizier et consorts... »
Barbizier a été inventé par un certain Landryot, bousbot né en 1750 et créateur de la Crèche, qui avait peut être pour assistant un descendant des Barbisier.
Barbisier, enfin, est le nom d'un clos contenant une roseraie dans le quartier Battant, en hommage à son plus célèbre personnage.